# Centrale Moskee van Madrid
De Centrale Moskee van Madrid (Spaans: Mezquita Central de Madrid) is een moskee in de wijk Cuatro Caminos in het district Tetuán van de Spaanse hoofdstad. Tijdens de bouw heeft de nabijheid van het metrostation Estrecho (letterlijk zeestraat, naar de Straat van Gibraltar) geleid tot de populaire naam de Straat Moskee. De moskee wordt ook wel eens de Abu Bakr Moskee genoemd.

## Geschiedenis
Na de inwijding als waqf duurde het nog jaren om voldoende individuele donaties te verzamelen om de moskee te bouwen. De moskee werd uiteindelijk geopend in 1988 en werd de eerste in de Spaanse hoofdstad sinds het einde van de islamitische heerschappij in 1085.
Ontworpen door de architect Juan Mora, is het het hoofdkwartier van de Unie van Islamitische Gemeenschappen van Spanje en de Islamitische Gemeenschap van Madrid. De moskee heeft een samenwerkingsovereenkomst met de Gemeenschap van Madrid en met de staat via de Islamitische Commissie van Spanje.

## Beschrijving
Het gebouw, verdeeld over vier verdiepingen, heeft naast de moskee en kantoren ook een kinderdagverblijf, een school, een bibliotheek, een aula en een winkel. Het vervult aanbiddings-, liefdadigheids-, educatieve, culturele en sociale functies en heeft een overeenkomst getekend met de Al-Azhar-universiteit voor de opleiding en levering van imams.